# Calcul intra-hépatique
Les calculs intra-hépatiques, hépatolithiases ou lithiases intra-hépatiques, sont caractéristiques de la présence dans le foie d'un ou plusieurs calculs biliaires migrés depuis les voies biliaires.
L'extraction des calculs se fait par voie chirurgicale. La prévalence est rare dans les pays occidentaux, plus importante dans les pays est-asiatiques. Les hépatolithiases sont fortement associées à la survenue d'un cholangiocarcinome.